# شون كوني
شون كوني (بالإنجليزية: Sean Cooney)‏ (31 أكتوبر 1983 - ) هو لاعب كرة قدم أيرلندي في مركز الدفاع. لعب مع نادي وكينغ.

## وصلات خارجية
- شون كوني على موقع قاعدة بيانات كرة القدم.إي يو (الإنجليزية)
- شون كوني على موقع Soccerbase.com (لاعب) (الإنجليزية)